# Fulminante (1875)
El Fulminante fue un vapor depósito de torpedos de botalón y «torpedos de fondo» (minas submarinas), parte de la denominada Escuadra de Sarmiento, creada con fondos de la Ley de Armamento Naval de 1872, que sirvió brevemente en la Armada Argentina.

## Historia
En 1873 el gobierno argentino comisionó al ingeniero estadounidense Hunter Davidson, teniente de la escuadra Confederada durante la Guerra de Secesión, para la compra directa de un buque de esas características. Davidson encargó su construcción a Yarrow&Hedley de Poplar, Inglaterra, así como la provisión de material de torpedos de botalón y minas, por una suma total de $f 200.000.
A comienzos de 1874 se colocó la quilla y para noviembre de ese año se encontraba operativo y se finalizaban las pruebas correspondientes. 
Con aparejo de pailebote de dos palos, casco de hierro, proa lanzada y popa elíptica, tenía 55 m de eslora, 9 de manga, 5 de puntal, 2,28 de calado y un desplazamiento de 620 t.
En popa se ubicaban el laboratorio y las santabárbaras y a proa aparejos para el fondeo de minas y maniobra de torpedos.
Los torpedos eran de bronce cargados con 65 libras de dinamita y colocados en la punta de un botalón de hierro de 8 metros de largo.
Estaba propulsado por una máquina a vapor sistema Compound con dos calderas cilíndricas, que impulsaban una hélice de dos patas, alcanzando una velocidad de 10 nudos. Dos carboneras almacenaban 80 t de combustible.
Con tripulación extranjera (10 oficiales y 42 tripulantes) y al mando de Davidson, nombrado capitán honorario de la armada argentina, arribó al puerto de la ciudad de Buenos Aires en 1875, siendo inicialmente destinado al relevamiento hidrográfico del canal del Infierno en aguas de la isla Martín García. 
A mediados de 1875 tendió el cable submarino entre Martín García y Buenos Aires, cuyo uso para telegrafía se inauguró el 25 de septiembre. En el mes de noviembre reparó el cable telegráfico entre Montevideo y Buenos Aires y en 1876, tras montar dos cañones rotativos Hotchkiss ("Hotchkiss Revolving Cannon") de 8 cañones en explanada para maniobras de proa y popa, efectuó relevamientos hidrográficos en el río Uruguay y en el Paraná Guazú, intentando sin éxito volar con sus minas rocas en el lecho del río aguas abajo de Concordia.
Davidson tuvo pronto entredichos con el jefe de la escuadra Luis Py, se titulaba Jefe de la División Torpedos y afirmaba que por contrato sólo recibía órdenes del Ministro de Guerra y Marina.
En marzo de 1876 pasó al Apostadero del Río Luján como buque base de torpedos y minas, la función para la que había sido previsto. Durante ese año efectuó pruebas de torpedos, minas y su fondeo, siéndole retiradas sus cañones rotativos. 

### La explosión delFulminante
El 4 de octubre de 1877 Davidson se encontraba en la ciudad para reunirse con el ministro de Guerra y Marina Adolfo Alsina. Estando el buque al mando del estadounidense Mason Damon, mientras se manipulaban explosivos se produjo un incendio a bordo y a las 12 se produjo una explosión, Los buques próximos, en su mayoría en situación de desarme, corrieron serio peligro, en especial el monitor Los Andes, la cañonera Constitución y el transporte Pavón.

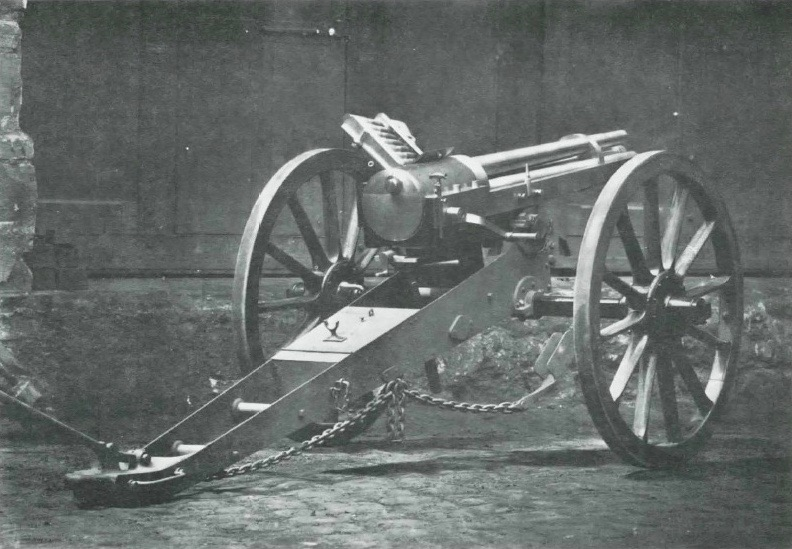
Cañón rotativo Hotchkiss (1874).

El comandante del Los Andes, teniente coronel de marina Ceferino Ramírez, dio de inmediato orden de alistar una lancha de su buque tripulándola con el subteniente Aguirre y marineros provistos de una bomba hidráulica y baldes.
Por su parte, el comandante del Pavón, sargento mayor de marina Lázaro Iturrieta, se sumó pronto con sus botes mientras que el capitán Juan Cabassa, comandante de la Constitución, que se encontraba en tierra después de regresar de la Bermejo, ofrecía su auxilio a Damon. El segundo comandante del Fulminante le manifestó que era inútil todo intento: la explosión de un torpedo en una de las bodegas había producido un incendio que consideraba incontrolable y que pronto llegaría a la santabárbara por lo que todo volaría.
Ante la pronunciada bajante del río, una de las más notables en los últimos años, que impedía echar a pique el buque, los comandantes resolvieron tratar de alejar lo más posible del buque incendiado a las unidades fondeadas en las inmediaciones mientras que Iturrieta enviaba tres botes a intentar salvar las lanchas del Fulminante, que se encontraban fondeados y amarrados en su banda de estribor varados por la bajante, teniendo ya uno de ellos fuego a bordo, operación que fue desempeñada "con gran peligro de las vidas de todos los tripulantes, pues cuando se hallaban al costado del buque incendiado, sacando el segundo vaporcito, tuvo lugar la explosión de la santabárbara arrojándolos a todos al agua, pero felizmente sin ocasionar ninguna desgracia". 
En efecto, tras inútiles esfuerzos por salvar el buque, a las 17 una nueva y violenta explosión terminó de destruirlo. 
Al volar el Fulminante, el fuego se comunicó a una chata vecina cargada de pólvora de algodón por lo que de inmediato se trasladó con el comandante Cabassa a bordo consiguiendo apagar el principio de incendio. 

Apenas tuvo noticias del siniestro Davidson se trasladó al Tigre en compañía de los coroneles de marina Álvaro José de Alzogaray y su superior Luis Py llegando a las 15:30, momento en que las llamas cubrían por completo el buque imposibilitando toda tentativa de sofocar el incendio, limitándose a ratificar las medidas adoptadas por los comandantes.
La cañonera italiana Constanza, que se encontraba fondeada en las inmediaciones, auxilió en las tareas con tres embarcaciones provistas de una bomba de incendio. 
En la nota que Davidson elevó al ministro de Guerra y Marina al día siguiente del desastre afirmaba que después de las doce tuvo lugar una explosión en el cuarto de máquinas mientras se encontraban trabajando algunos hombres del personal de maestranza muriendo casi todos y a resultas de la cual voló la cubierta de popa y se abrió el costado de babor, inutilizándose las mangueras y cubriendo parcialmente de llamas el buque hasta su proa. Por otra parte, en el momento de producirse la explosión el buque se encontraba varado a consecuencia de la gran bajante, lo que había impidido inundar la santabárbara optaron la tripulación por abandonar rápidamente el buque. A resultas del siniestro fallecieron 14 tripulantes y quedaron varios heridos de gravedad. La lista de muertos incluía a John Franklin (timonel), E.Jordan (primer carpintero), Charles Krinston (herrero), Cecil Haig y E. Westman (cabos de cañón), Eduardo Comesaña (carbonero), y los marineros Manuel Martínez, John Furner, Antonio Romero, Henry Hoy, Carlos Deprichard, John Webb, Patrik Warren y Pablo González.
Los sobrevivientes fueron detenidos e incomunicados para proceder al correspondiente sumario cuyo juez instructor sería el coronel Álvaro José de Alzogaray. 
Damon manifestó en su descargo que se encontraba cargando torpedos en el taller del buque el encargado de la tarea John Webb por orden del ingeniero de torpedos capitán Federico Harvey, quien se encontraba de licencia. Damon agregaba que con anterioridad había reprendido a Webb por ebriedad y lo había despedido, aceptando reintegrarlo al servicio por intercesión de Harvey. Mientras subía a la cámara había sentido la primera explosión por lo que dio la orden de utilizar la bomba de incendio, mangueras y baldes, pero todo había desaparecido por lo que con el primer maquinista Guillermo R. Wilson bajó para abrir las válvulas de inundación de la santabárbara, lo que resultó imposible al estar varado el buque. 
Al subir, la tripulación había ya abandonado el buque dejando a bordo a los heridos y el fuego empezaba a extenderse a la proa. Damon bajó nuevamente a la santabárbara para intentar nuevamente abrir las válvulas de extracción de agua, pero inútilmente. Tras consultar con el primer maquinista, ante el incendio descontrolado que podía alcanzar en cualquier momento un tarro de fulminato de mercurio en el taller de electricidad y un tanque con pólvora de algodón en la bodega, transcurridos aproximadamente 20 minutos de la explosión, decidió abandonar el buque. 

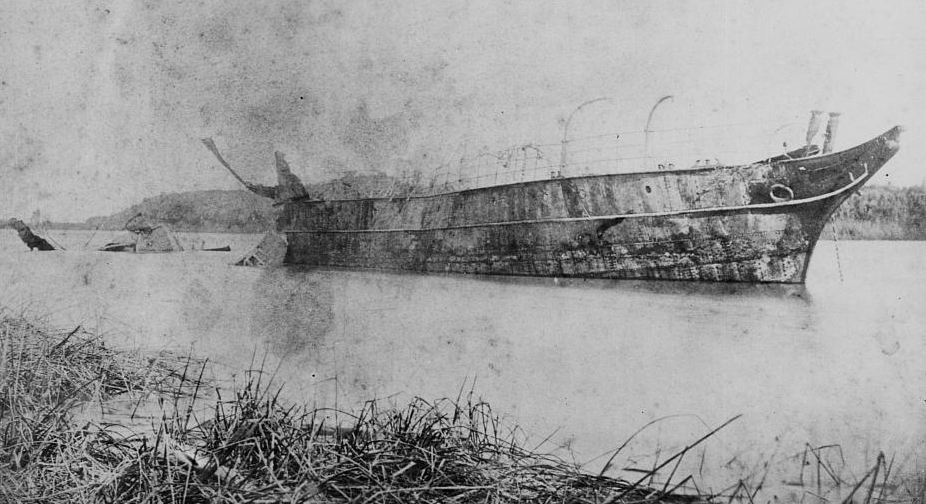
El Fulminante tras la explosión.

Finalmente, el dictamen de Alzogaray sería que: 

La primera explosión ocurrida a la hora 12 tuvo como resultado que el buque se abriera hasta flor de agua, quedándose incomunicada la proa con la popa.
La cubierta fue lanzada a gran distancia, desapareciendo con ella las bombas, baldes y mangueras contra incendio.
Que no obstante que la opinión general atribuye el origen del incendio de la explosión al estallido de una de las cajas de experimentos, que se dice cargaba un joven llamado John Webb, encargado especial de esta operación, es indudable que esta no ha podido ser la causa, por cuanto la cantidad de pólvora de algodón seca con la que maniobraba el marinero Webb no pasaba de diez a doce libras, insuficiente para causar los graves destrozos de la explosión.
Que las cajas se preparaban en el taller de experimentos y la ruptura se produjo a varios pies de distancia de la ubicación del mismo, quedando intacta la capa correspondiente al lugar del taller. 
Que la explosión debió partir del tanque de hierro situado debajo del despensero, donde había depositadas mil libras de pólvora de algodón, húmeda en un 25% de agua. Los mayores efectos de la explosión coinciden con la ubicación de ese tanque. 
Que las declaraciones coinciden de que fue una sola explosión y que de haber sido dos, el espacio de tiempo entre una y otra hubiera sido largo ya que la distancia del taller al tanque era de veinte a veintidós pies con obstáculos difíciles de salvar, la máquina, un mamparo de hierro, depósito de cable eléctrico y calderas. 
Que no obstante que el Ing. Hunter Davidson cree que el incendio fue intencional no hay pruebas que abonen la presunción. 
Que debe recordarse que el tanque estaba expuesto, a los rayos solares del lado de babor y que a pesar de tratarse de pólvora de algodón humedecida al 25%, esta pudo evaporarse con el calor, quedando entonces la pólvora a merced de los rayos solares sobre el hierro.  
Que el capitán del buque Mason Damon al producirse el incendio, mandó armar las bombas, mangueras y baldes y al maquinista que abriera las válvulas de la Santa Bárbara para dar entrada al agua; la primera no pudo hacerse por haber desaparecido o destrozado con la explosión y lo segundo tampoco por encontrarse el buque varado en el fango. 
Que en el primer momento la tripulación solo atinó a largarse al agua, tomando los botes y que ninguno tenía puesto asignado en el rol de incendio. 
Que el oficial Damon a cargo del buque en la creencia de que era inminente la explosión mayor del tanque de hierro, abandonó el buque en compañía del primer maquinista, siendo el último en hacerlo. Que su creencia de que los hechos ocurrirían así se basaba en que en la mañana de ese día el encargado de preparar las cajas de experimento le había pedido dos vacías y se las había entregado como de costumbre. 
Que el Ing. Jefe de la División de torpedos Hunter Davidson y el ingeniero de torpedos Federico Harvey se hallaban en Buenos Aires en comisión el primero y en uso de licencia acordada, el segundo. 
Que los comandantes de los buques en desarme Tte. Cnel. Ceferino Ramírez, de “Los Andes”; Capitán Juan Bassa, de la cañonera “Constitución”, y Sarg. My. Lázaro Iturrieta del vapor “Pavón”, han cumplido dignamente con su deber poniendo fuera de peligro los dos primeros las cañoneras “Pilcomayo” y “Constitución”, salvando la chata cargada con pólvora de algodón cuya toldilla estaba ardiendo por el fuego del “Fulminante” y salvando el último las dos lanchas a vapor pertenecientes a este buque. Del mismo modo se han comportado los guardiamarinas Santiago Borzzoni, Ramón Pérez y Subteniente Juan Aguirre y la tripulación que los acompañaba. 
Que el comandante de la cañonera Italia “Confianza”, el cirujano de la misma y los oficiales han prestado importantes servicios ayudando a su tripulación a conducir a lugar seguro las cañoneras “Constitución” y “Pilcomayo”. Del mismo modo el subdelegado del Resguardo del Tigre Miguel Biancarlos, que ayudó a apagar el fuego comunicado a la chata donde estaba depositada la pólvora de algodón. 
Que el capitán del “Fulminante” Mason Damon si bien trató de salvar el buque, no hizo lo mismo con las dos lanchas amarradas a su costado y que la tripulación del buque carecía de la disciplina y del conocimiento como para actuar en la emergencia por no haber recibido instrucciones ni tener asignado puesto en zafarrancho de incendio. Pide dos meses de arresto en un buque de la armada. 
Al Jefe de la División Torpedos Hunter Davidson no puede imponérsele castigo por su ausencia justificada en el servicio de ese día y por el hecho de su carácter de particular, colocado fuera de las Ordenanzas. 
Libertad para el resto de la tripulación, que si bien no tuvieron serenidad se le da por cumplida su pena con la prisión sufrida.
Que el contramaestre del buque que no reunió a la tripulación como era su deber, abandonó el buque siguiendo a los demás marineros a tierra y que ni siquiera trató de reunirse con su comandante, debe condenársele a dos meses de prisión en un buque de la armada.

Las tripulaciones de los buques surtos en el apostadero fueron felicitados por su actuación por el juez instructor del sumario correspondiente, el coronel Álvaro José de Alzogaray, en particular el teniente coronel Ceferino Ramírez, el sargento mayor Lázaro Iturrieta, el capitán Juan Cabassa, el subteniente Juan Aguirre y los guardiamarinas Ramón Pérez y Santiago Borzone (o Borssone).
El subdelegado del Resguardo del Tigre Miguel Viancarlos, tras destacar el comportamiento de los tripulantes, manifestaba "la confusión y espanto de que esta población ha sido objeto, durante el día de hoy, así como los buques mercantes fondeados cerca del vapor perdido. Los fragmento de éste se hallaron hasta distancia de diez cuadras, cayendo grandes masas de fierro en la quinta del doctor Vivanco y casa quinta del señor Dolc. En el mismo pueblo de San Fernando se han sentido los efectos de tan deplorable suceso, con la violenta ruptura de los vidrios de la mayor parte de las puertas y ventanas". 
Cuando se esperaba ya de un momento a otro la explosión final, en tierra numerosos vecinos seguían las alternativas desde una azotea, entre ellos el Juez de Paz de Las Conchas Pavía quien al ver que la bandera seguía flameando a popa del buque en medio de las llamas, bromeó acerca de quien sería capaz de traerla sin obtener más respuesta que comentarios de que lo harían por buen dinero. Un joven vecino llamado Juan Gamba, tras decir "Yo voy a traer de balde mi bandera", se lanzó con una pequeña canoa hacia el buque en llamas y llegando a la popa del Fulminante cuando el asta bandera ya ardía se empinó y colgándose de la bandera la arrancó de raíz con el asta, volviendo a las Conchas entre los víctores de los oficiales y del vecindario pasadas las 16:25, sólo media hora antes de la voladura.
Sólo sobrevivieron las lanchas auxiliares a vapor que actuarían a partir de ese momento de manera autónoma: la Fulminante rebautizada Monte León, la Lancha Grande, la Primera Torpedo y la Segunda Torpedo.